# Pont de Tourves
Le pont de Tourves est un pont situé à Tourves, dans le Var, en France. Il a été construit au XVe siècle. Il est inscrit au titre des monuments historiques depuis 1937.